# Чесність
Че́сність — це одна з основних граней людських чеснот, моральна якість, що відображає одну з найважливіших вимог моральності. Включає правдивість, принциповість, вірність взятим зобов'язанням, суб'єктивну переконаність у правоті справи, що проводиться, щирість перед іншими і перед самим собою відносно тих мотивів, якими людина керується, визнання і дотримання прав інших людей на те, що їм законно належить. Протилежністю чесності є обман, брехня, крадіжка, віроломство, лицемірство.

## Визначення
Вимога чесності обумовлена необхідністю спільної діяльності людей в процесі соціальної практики, взаємній координації їхніх дій і потребами повсякденного життя.
З точки зору етики, чесність зазвичай вважається позитивною якістю. Проте в практичних справах більшість людей допускають дрібний обман, розцінюючи абсолютну чесність як наївність або навіть дурість. Значні відступи від чесності допускаються в тих випадках, коли вона створює загрозу життю і здоров'ю. Крім того, негласний моральний кодекс обмежує правдивість у тих випадках, коли інформація може травмувати співрозмовника. Особливо часто це обмеження пов'язане з щирістю, тобто вираженням свого відношення до співрозмовника, якщо таке є безстороннім. Деякі лікарі вважають етично за правильне приховувати від пацієнтів загрозливі діагнози. Багато людей приховують від близьких свої неприємності, щоб позбавити їх від зайвого занепокоєння.
З точки зору чесності в політиці, існують різні погляди, і кожна людина вибирає для себе те, що їй ближче за цінностями та принципами. Н. Макіавеллі, наприклад, писав: «Поміркований правитель не може й не повинен бути вірним своїй обіцянці, якщо це стає йому невигідним або якщо щезли ті причини, що примусили його дати слово. Якби люди були чесними, це була б погана порада. Але всі вони схильні до зла, схильні свідомо чи несвідомо перейти на бік тих, хто заслуговує не похвали, а осуду. Тому правитель не зобов'язаний бути вірним людям». Така думка з трактату "Державець", написаного у 1531 році, і такий спосіб дій, на жаль, притаманні й багатьом сучасним політикам, що приходять до влади завдяки гарним обіцянкам, а потім їх не виконують та ще й переслідують тих, хто вимагає додержувати слова. Про таких брехливих політиків є гарне українське прислів'я: "Хто не додержує свого слова, той сам себе зневажає". Набагато більше відомих державних діячів, політиків, філософів, письменників, від античності до сьогодення, залишили нам приклади зовсім іншого ставлення до чесності в політиці. "Правда, законність, чеснота, справедливість, лагідність - все це може бути об'єднано в понятті «чесність»" - цитата з Марка Фабія Квінтіліана, найвідомішого римського ритора (вчителя риторики). "Щоб бути чесним, треба приєднати до шляхетності душі освічений розум. Той, в кому з'єднані ці різні дари природи, завжди керується компасом громадської користі." Це слова Клода Адріана Гельвеція, французького філософа. Томас Джефферсон, один з авторів Декларації Незалежності та 3-й Президент США, вважав, що "Чесність є першим розділом у книзі мудрості", англійський письменник Джером К. Джером гадав, що "Чесність - найкраща політика, якщо, звичайно, вам не дарований талант переконливо брехати", В. Черчіль, державний діяч, прем'єр-міністр Великої Британії і Нобелівський лауреат з літератури 1953 року, поділився з нами такім своїм висновком: "Спочатку треба бути чесним, а вже потім - благородним."
У широкому сенсі слова чесність – це правдивість та здатність критично сприймати і оцінювати навколишній світ і себе самого. Говорити правду і бути чесними нас учать з народження; батьки ведуть цілу «війну» з дітьми за прагнення завжди чути правду; улюблені герої книжок, що ми читаємо, та фільмів, що ми дивимось у дитинстві, як правило, є чесними, гідними, благородними та неспроможними на обман і підлі вчинки людьми. Але, на жаль, у дорослому віці багато хто з людей так і залишаються дітьми, що неспроможні чесно й відповідально дивитися в очі реальності; дітьми, що вірять у казки і ховаються під ковдру від страху темряви; дітьми, що брешуть батькам, щоб уникнути покарання або щоб отримати незаслужену "цукерку"... Або - гірше за все - дітьми, що брешуть самим собі. Зріла та відповідальна людина незалежно від віку - навпаки, як правило, є чесною, перш за все, відносно себе і свого життя та будує його на основі об'єктивного, чесного, правдивого сприйняття. Хоча дехто й вважає, що в житті правдивість і чесність не завжди потрібні і що можна (та ще й краще) обходитися без чесності та відповідальності, - самі такі люди все одно воліють мати справи з чесними людьми, а не з брехунами та не з тими, хто обманює й не додержує слова.
У здоровому зрілому суспільстві багатого брехуна ніколи не будуть поважати, на відміну від чесної та гідної людини - тому й країни, де панують правдивість та чесне ставлення людини до себе і держави до людини завжди успішніші, ніж незрілі суспільства з некритичною, нечесною самоуявою і толерантністю до неправди. У розвинутих країнах Європи та Північної Америки, не кажучи вже про Японію і Південну Корею з їх культом чесності та гідності, ви ніколи не почуєте прислів'я на кшталт «Хто не збреше, той і правди ніколи не скаже» чи закликів брехати, як в романі Ф.М. Достоєвського "Підліток": «Бажання збрехати, з метою ощасливити свого ближнього, ти зустрінеш навіть і в найблагороднішому нашому суспільстві, бо всі ми страждаємо цією нестриманістю сердець наших. Я сам, признаюся, належу до цього непорядного типа і все життя страждав від цього. Друг мій, дай завжди небагато збрехати людині – це безневинно. Навіть багато дай збрехати. По-перше, це покаже твою делікатність, а по-друге, за це тобі теж дадуть збрехати – дві величезні вигоди – разом. лат. Que diable! Потрібно любити свого ближнього».
У зрілому суспільстві ви скоріше почуєте прислів'я "Чесне діло роби сміло" та "У чесних ворогів буває завжди більше, ніж у безчесних" того ж Ф.М. Достоєвського.
Врешті решт, Віктор Гюго про чесність сказав дуже лаконічно: "Найближчою до великого стоїть чесність."
Ось ще декілька цитат про чесність від авторитетних людей:
В зрілому суспільстві ви скоріше почуєте прислів'я "Чесне діло роби сміло" та "У чесних ворогів буває завжди більше, ніж у безчесних"  того ж Ф.М. Достоєвського.
Врешті решт, Віктор Гюго про чесність сказав дуже лаконічно: "Найближчою до великого стоїть чесність."

Ось ще декілька цитат про чесність від авторитетних людей: 
1. Чесність є істинним аристократизмом нашого часу. Жозеф Ернест Ренан
2. Якщо людина втратить любов до чесності, вона швидко втягнеться в таку силу-силенну поганих вчинків, що придбає звичку до безчесних правил життя. Микола Чернишевський
3. Чесність вмирає, коли продається. Жорж Санд
4. Якби шахраї знали всі переваги чесності, то вони заради вигоди перестали б шахраювати. Бенджамін Франклін
5. Чесні люди завжди мають погану звичку з соромом опускати очі перед нахабством і нахабною підлістю. Вісаріон Белінський
6. Я не помічав, щоб чесність людей зростала з їх багатством. Томас Джефферсон
7. Будь хоча б сам чесний настільки, щоб не брехати іншим. Френсіс Бекон
8. Чесну людину можна переслідувати, але не збезчестити. Вольтер
9. Чесність є найпростішим виявом принципу правди. Семюел Смайлс
10. Істинно чесний той, хто завжди запитує себе, чи достатньо він чесний. Плавт
11. Той, хто вимагає плати за свою чесність, найчастіше продає свою честь. Вовенарг Люк де Клап’є
12. Лише чесності замало для того, щоб бути правим і корисним; потрібна також послідовність в ідеях. Микола Чернишевський
13. Чесність - найкраща політика, особливо коли підкріплена грошима. Марк Твен
14. Ніщо нечесне не може бути дійсно благодійним. Бенджамін Франклін
15. Станьте чесною людиною і тоді Ви зможете бути впевнені, що у світі стало менше на одного шахрая. Томас Карлейль
16. Короткому, але ж чесному життю завжди віддавай перевагу перед довгим, але ганебним життям. Епіктет
17. Чим чесніше людина, тим менше вона підозрює інших в безчесності. Марк Туллій Цицерон
18. Король може зробити свого підданого кавалером, маркізом, герцогом, принцом, але зробити його чесною людиною вище його влади. Роберт Бернс
19. Бути добрим дуже легко, бути справедливим - ось що важко. Віктор Гюго
20. Немає більш вдалого поєднання, ніж трохи дурості і не дуже багато чесності. Френсіс Бекон
21. Невелика заслуга, якщо людина чесна лише тому, що ніхто й не намагається її підкупити. Марк Туллій Цицерон
22. Чесна та безчесна людина пізнаються не тільки через те, що вони роблять, але й через те, чого вони бажають. Демокріт
23. Справжня чесність живе часто як перлина в брудній устричній раковині. Вільям Шекспір
24. Поставте шахрая у всіх на виду, і він буде діяти, як чесна людина. Наполеон I Бонапарт
25. Краще бути простим та чесним, ніж розумним і брехливим. Софокл
26. Непідкупне око чесної людини завжди турбує шахраїв. Жан-Жак Руссо
27. Чесність невіддільна від свободи, як корупція невіддільна від деспотизму. Анатоль Франс
28. Єдине, чим повинна керуватися кожна чесна людина у своїх вчинках - це справедливо чи несправедливо те, що вона робить, і чи є це діяння доброї чи злої людини. Сократ
29. Один момент розкриє вам лиходія, але чесний пізнається лише з часом. Софокл
30. Найбільша образа, яку можна заподіяти чесній людині, - це запідозрити її в нечесному (вчинку). Вільям Шекспір
31. Розумна, чесна й прямодушна людина легко може попастися в пастку: ій не прийде в голову, що комусь заманеться зловити її на промаху і перетворити на посміховисько. Довірливість присипляє в ній обережність, а дурні жартівники цим користуються. Тим гірше для тих, хто спробує пожартувати над такою людиною вдруге: таку людину можна обдурити тільки раз. Жан де Лабрюйєр
32. Чесність - прекрасна річ, якщо всі навколо чесні, а ти один шахрай. Генріх Гейне
33. Порядність і чесність - занадто дорогі подарунки. І не варто чекати на них від дешевих людей. Вуді Аллен
34. Щирість - мати правди і вивіска чесної людини. Дені Дідро
35. Чесність ображає людей в ту хвилину, коли вона їм на шкоду, потім вони ж нею захоплюються і її звеличують. Пліній Молодший
36. Обмежена й чесна людина часто бачить наскрізь всі плутні найтонших ділків. Йоганн В. Гете
37. Негідники тому і мають успіх у своїх справах, що поводяться із чесними людьми, як з негідниками, а чесні люди поводяться з негідниками, як з чесними людьми. Віссаріон Бєлінський
38. Всі люди однакові за суттю, всі однакові за народженням, знатніший той, хто чесний по природі. Сенека
39. Чесність була його капіталом, і він брав з нього лихварські відсотки. Іван С. Тургенєв
40. Людині, яка соромиться, притаманне бажання жити чесно. Спіноза
41. Людина повинна бути чесною по натурі, а не за обставинами. Марк Аврелій
42. Хто не говорить правду про себе, не може говорити її про інших. Вірджинія Вулф
43. За важких особистих обставин найкращий спосіб - намагатися, наскільки це можливо, зберігати чесність і відкритість. Далай-лама XIV
44. Будь чесний із самим собою і з людьми, завжди роби все вчасно, ніколи не здавайся, йди до своїх цілей, навіть якщо все погано. Стів П. Джобс
45. Чесність не принесе вам багато друзів, але ті, що з'являться, будуть справжніми. Джон Леннон
46. Якщо ви чесні і відверті, то люди будуть обманювати вас; все одно будьте чесні і відверті. Мати Тереза
47. Бути абсолютно чесним із самим собою - хороша вправа. Зигмунд Фрейд
48. Найголовніше, чого я завжди хочу добитися, - це тримати слово, яке комусь дав. Річард Бренсон
49. Правда це точно гіркий напій, неприємний на смак, але здатний відновлювати здоров'я. Бальзак
50. Хто не знає правди, той просто дурень, але хто знає її і називає брехнею, той злочинець. Б.Брехт
51. В наш час, коли про людину говорять, що вона вміє жити, зазвичай мають на увазі, що вона не відрізняється особливою чесністю. Джордж Савіль Галіфакс
52. З усіх обов'язків по відношенню до інших найпершим є правдивість в словах і ділах. Г.Гегель
53. Правда і чесне життя - ось мета моїх думок. Горацій
54. Справді чесні люди - це ті, хто добре усвідомлює свої недоліки і відкрито зізнаються в них. Ф.Ларошфуко
55. Чесність розуму полягає в тому, щоб не відступати перед правдою, прагнути до неї, знаходити її за всяку ціну, гребувати легких і зручних половинчастих рішень, принизливої брехні. Мати сміливість шукати, судити і вирішувати самому. Мати сміливість самостійно мислити. Бути людиною. Р.Роллан
56. Чесна людина в усякому положенні може зберегти свою гідність. Е.Сю
57. Чим людина розумніша і вправніша, тим вона стає більш ненависною, якщо втрачає свою репутацію чесності. Цицерон